# Bitka pri Milvijskem mostu
Bitka pri Milvijskem mostu je bila bitka med rimskima cesarjema Konstantinom I. in Maksencijem, ki je potekala 28. oktobra 312. Ime je dobila po strateško pomembnem Milvijskem mostu čez Tibero. V bitki je zmagal Konstantin, ki je po njej postal izključni rimski cesar, in utrl pot, ki je vodila h koncu tetrarhije. Maksencij je med bitko utonil v Tiberi.
Po mnenju kronistov Evzebija Cezarejskega in Laktanija, je bitka zaznamovala začetek Konstantinove spreobrnitve v krščanstvo. Evzebij pripoveduje,  da so imeli Konstantin in njegovi vojaki pred bitko videnje krščanskega boga, ki jim je obljubil zmago, če na svoje ščite napišejo prvi dve črki Kristusovega imena v grškem jeziku (Χ (hi), ρ (ro), Χριστός). 
Konstantinovo zmago so ovekovečili s postavitvijo Konstantinovega slavoloka, na katerem so zmago pripisali tudi božji pomoči, vendar na njem ni nobene očitno krščanske simbolike.

## Sklic
1. 1 2  »arhivska kopija«. Arhivirano iz prvotnega spletišča dne 11. aprila 2014. Pridobljeno 11. februarja 2014.